# Чуповский сельсовет
Чуповский сельсовет — муниципальное образование со статусом сельского поселения в составе Гавриловского района Тамбовской области Российской Федерации
Административный центр — село Чуповка.

## История
В соответствии с Законом Тамбовской области от 17 сентября 2004 года № 232-З установлены границы муниципального образования и статус сельсовета как сельского поселения.
В соответствии с Законом Тамбовской области от 24 мая 2013 года № 271-З в состав сельсовета включён упразднённый Кондауровский сельсовет.

## Население
| 2010 | 2012 | 2013 | 2014  | 2015  | 2016  | 2017 |
| ---- | ---- | ---- | ----- | ----- | ----- | ---- |
| 618  | ↘603 | ↘597 | ↗1104 | ↘1065 | ↘1013 | ↘987 |
| 2018 | 2019 | 2020 | 2021  |       |       |      |
| ↘957 | ↘936 | ↘926 | ↗1016 |       |       |      |

## Состав сельского поселения
| № | Населённый пункт | Тип населённого пункта       | Население |
| - | ---------------- | ---------------------------- | --------- |
| 1 | Алексеевка       | посёлок                      | ↘2        |
| 2 | Булыгино         | село                         | ↘147      |
| 3 | Воронцово        | деревня                      | ↘0        |
| 4 | Измайлово        | деревня                      | ↘19       |
| 5 | Кондаурово       | село                         | ↘288      |
| 6 | Куриловка        | деревня                      | ↘17       |
| 7 | Новозелёново     | посёлок                      | ↘11       |
| 8 | Ольшанка         | деревня                      | ↘267      |
| 9 | Чуповка          | село, административный центр | ↘452      |

### Упразднённые населённые пункты
- деревня Воробьёвка[15]
- село Царёвка
- деревня Павловка